# Strážná (berg i Tjeckien, Olomouc, lat 49,70, long 17,65)
Strážná är ett berg i Tjeckien.   Det ligger i regionen Olomouc, i den östra delen av landet, 240 km öster om huvudstaden Prag. Toppen på Strážná är 647 meter över havet.
Terrängen runt Strážná är platt åt sydväst, men åt nordost är den kuperad.Runt Strážná är det ganska tätbefolkat, med 62 invånare per kvadratkilometer. Närmaste större samhälle är Hranice, 17,5 km söder om Strážná. Omgivningarna runt Strážná är en mosaik av jordbruksmark och naturlig växtlighet.